# Jenna Johnson
Jenna Johnson (n. 11 septembrie 1967, Santa Rosa, California, SUA) este o înotătoare americană, medaliată olimpică. A participat la o ediție a Jocurilor Olimpice (1984) în care a câștigat o medalie de aur și o medalie de argint.